# Giacomo Quagliata
Giacomo Quagliata, né le 19 février 2000 à Palerme en Italie, est un footballeur italien. Il évolue au poste d'arrière gauche à l'US Catanzaro.

## Biographie

### Débuts en Italie
Né à Palerme en Italie, Giacomo Quagliata est formé par le Pro Verceil. Il commence toutefois sa carrière au Latina Calcio 1932, où il est prêté en juillet 2018, son prêt est interrompu en janvier 2019, et il est de nouveau prêté dans la foulée à Bari.

### Heracles Almelo
En janvier 2020, Giacomo Quagliata rejoint les Pays-Bas et s'engage en faveur de l'Heracles Almelo. Il signe un contrat courant jusqu'en juin 2022 avec une année en option et vient pour remplacer Lennart Czyborra.
Il joue son premier match en équipe première le 28 octobre 2020, lors d'une rencontre de coupe des Pays-Bas face au SC Telstar. Il entre en jeu à la place de Jeff Hardeveld (en) et son équipe l'emporte par trois buts à zéro.

### US Cremonese
Le 26 juillet 2022, Giacomo Quagliata retourne en Italie pour s'engager en faveur de l'US Cremonese. Il signe un contrat courant jusqu'en juin 2026,.

### En sélection
En novembre 2021, Giacomo Quagliata est convoqué pour la première fois avec l'équipe d'Italie espoirs. Il joue son premier match avec les espoirs lors de ce rassemblement, le 16 novembre 2021, contre la Roumanie. Il est titularisé et son équipe s'impose par quatre buts à deux.